# Joachim Telliez-Béthune
Pour les articles homonymes, voir Bethune.
Joachim Telliez-Béthune, né le 8 mars 1818 à Carnières (Nord) et mort le 1er décembre 1886 dans la même ville est un homme politique français.

## Biographie
Propriétaire terrien, il est conseiller général du Canton de Carnières lorsqu'il est élu député de la 1re circonscription de Cambrai de 1877 à 1881, siégeant au groupe bonapartiste de l'Appel au peuple.
Il n'est pas réélu en 1881.

## Distinctions
- Chevalier de la Légion d'honneur par décret du  14 mars 1868[2].

## Sources
- Ressources relatives à la vie publique :   - base Léonore
  - Base Sycomore